# Scooby-Doo : La Légende du Phantosaure
Série
Scooby-Doo : La Colonie de la peur
(2010) Scooby-Doo : Le Chant du vampire
(2012)
Pour plus de détails, voir Fiche technique et Distribution.
Scooby-Doo : La Légende du Phantosaure (titre original : Scooby-Doo! Legend of the Phantosaur) est un film américain réalisé par Ethan Spaulding et sorti en 2011.
Produit par Spike Brandt, Alan Burnett et Tony Cervone, c'est le 16e vidéofilm de la franchise Scooby Doo ! de Warner Bros.

## Synopsis
Sammy a développé un syndrome de peur irraisonnée et ses amis l'emmènent dans un spa dirigé par l'hypnothérapeute M. Hubley situé à La Serena. Ils rencontrent le paléontologue Svankmajer et son assistant Windsor qui procèdent à des fouilles sur un site d'excavation et son attaqué par un dinosaure fantôme.

## Fiche technique
- Titre : Scooby-Doo : La Légende du Phantosaure
- Titre original : Scooby-Doo! Legend of the Phantosaur
- Réalisateur : Ethan Spaulding
- Scénario : Douglas Langdale
- Montage : Damon P. Yoches
- Musique : Robert J. Kral
- Producteur : Spike Brandt, Alan Burnett, Tony Cervone
- Société de production : Warner Bros.
- Pays de production :  États-Unis
- Langue : Anglais
- Format : Couleur — 35 mm — 1,33:1 — Son : Dolby Digital
- Durée : 75 minutes
- Genre : Animation, aventure et comédie horrifique
- Dates de sortie :
  - États-Unis : 6 septembre 2011

## Distribution

### Voix originales
- Frank Welker : Scooby-Doo / Fred Jones / Bikers
- Mindy Cohn : Véra Dinkley
- Grey DeLisle : Daphné Blake
- Matthew Lillard : Sammy Rogers / Shaky Joe
- Cathy Cavadini : Faith
- John DiMaggio : Friz / GPS / Bikers
- Michael Gough : Mr. Babbit / Blair / Grad Student #1 / Bikers
- Matthew Gray Gubler : Winsor
- Finola Hughes : Professeur Svankmajer
- Maulik Pancholy : le docteur
- Kevin Michael Richardson : Tex / Flic #2 / Grad Student #3 / Bikers
- Fred Willard : M. Hubley
- Dave Wittenberg : Flic #1 / Grad Student #2 / Policier / Bikers
- Gwendoline Yeo : Mme Deitch
- Nick Palatas : lui-même

### Voix françaises
- Mathias Kozlowski : Fred Jones
- Éric Missoffe : Sammy Rogers / Scooby-Doo
- Caroline Pascal : Véra Dinkley
- Céline Melloul : Daphné Blake
- Yoann Sover : Winsor
- Brigitte Virtudes : Svankmajer
- Arnaud Arbessier : Docteur, Shaky Joe, GPS
- Marc Perez : M. Hubley, Fritz, Babbit
- Véronique Borgias : Faith, Deitch
- Michel Vigné : Tex, Blair